# Dennis Lloyd (Musiker)
Dennis Lloyd (* 18. Juni 1993, bürgerlich Nir Tibor) ist ein israelischer Musiker.

## Karriere
Lloyd wuchs in Ramat Aviv auf. Er begann bereits in seiner Schulzeit, musikalisch aktiv zu sein. Unter anderem lernte er, Trompete und Gitarre zu spielen. Danach besuchte er die Thelma Yellin High School of the Arts. Seinen Künstlernamen wählte er aus, weil er den Hörern das Gefühl geben wollte, den Namen schon einmal gehört zu haben.
Seine erste Single Playa (Say That) veröffentlichte Lloyd 2015. Anschließend verbrachte er ein Jahr in Bangkok (Thailand). Diese Zeit nutzte er für das Schreiben von mehr als 40 Songs. Im Juni 2017 remixte er seinen eigenen, zwei Monate zuvor erschienenen Song Nevermind (Alright) im Deep-House-Stil, daraus wurde Nevermind. Dieses Lied war bei Spotify erfolgreich, Lloyd erfuhr davon aber erst, als mehrere Zeitschriften und Plattenlabel bei ihm anriefen, da Spotify in Israel relativ unbekannt ist.
Nevermind stieg im November 2017 in die italienischen Musikcharts ein und erreichte Platz 28. Ein Remix von Wankelmut zu Nevermind wurde im Februar 2018 veröffentlicht. Im März 2018 wurde der Song bei Spotify weltweit ein Erfolg. Der Song erreichte in diversen Ländern die Top 20 der Spotify-Charts. Daraufhin konnte der Song auch in allen drei deutschsprachigen Ländern in die Charts einsteigen.
Im Mai und Juni 2018 absolvierte Lloyd seine erste internationale Tour MTFKR Tour durch Mitteleuropa und Nordamerika.
Am 12. November 2021 veröffentlichte Lloyd zusammen mit dem deutschen DJ Robin Schulz die Single Young Right Now. Lloyd schrieb das Lied bereits zehn Jahre zuvor im Alter von 18 Jahren, habe aber auf den richtigen Moment gewartet, um es zu veröffentlichen. Bei Young Right Now handelt es sich nicht um die erste Zusammenarbeit zwischen Lloyd und Schulz. Schulz tätigte bereits einen Remix zu Lloyds Single Never Go Back.

## Diskografie

### EPs
- 2015: The Breakdown
- 2016: Acts & Results
- 2019: Exident
- 2019: Spotify Singles

### Singles
- 2015: Playa (Say That)
- 2016: Snow White
- 2016: Demons
- 2016: Think About It
- 2016: Nevermind
- 2016: Analyzing
- 2017: Leftovers
- 2017: Nevermind (Alright)
- 2019: Never Go Back
- 2019: Wild West
- 2019: Unfaithful
- 2020: Alien
- 2021: Anxious (#13 der deutschen Single-Trend-Charts am 2. April 2021[12])
- 2021: The Way
- 2021: Young Right Now (Robin Schulz feat. Dennis Lloyd)

## Auszeichnungen für Musikverkäufe
| Goldene Schallplatte - Dänemark - 2021: für die Single Never Go Back - Frankreich - 2021: für die Single Alien - 2022: für die Single Young Right Now - Polen - 2019: für die Single Never Go Back - Schweden - 2019: für die Single Never Go Back Platin-Schallplatte - Belgien - 2019: für die Single Nevermind - Dänemark - 2019: für die Single Nevermind - Frankreich - 2021: für die Single Never Go Back - Polen - 2022: für die Single Young Right Now - Portugal - 2019: für die Single Nevermind - 2022: für die Single Never Go Back - Spanien - 2024: für die Single Nevermind | 2× Platin-Schallplatte - Australien - 2018: für die Single Nevermind - Italien - 2019: für die Single Nevermind 4× Platin-Schallplatte - Neuseeland - 2024: für die Single Nevermind 7× Platin-Schallplatte - Kanada - 2024: für die Single Nevermind Diamantene Schallplatte - Frankreich - 2019: für die Single Nevermind - Polen - 2021: für die Single Nevermind |

Anmerkung: Auszeichnungen in Ländern aus den Charttabellen bzw. Chartboxen sind in ebendiesen zu finden.
| Land/RegionAuszeichnungen für Musikverkäufe (Land/Region, Auszeichnungen, Verkäufe, Quellen) | Gold       | Platin       | Diamant     | Verkäufe  | Quellen              |
| -------------------------------------------------------------------------------------------- | ---------- | ------------ | ----------- | --------- | -------------------- |
| Australien (ARIA)                                                                            | —          | 2× Platin2   | —           | 140.000   | aria.com.au          |
| Belgien (BRMA)                                                                               | —          | Platin1      | —           | 40.000    | ultratop.be          |
| Dänemark (IFPI)                                                                              | Gold1      | Platin1      | —           | 135.000   | ifpi.dk              |
| Deutschland (BVMI)                                                                           | 4× Gold4   | Platin1      | —           | 1.200.000 | musikindustrie.de    |
| Frankreich (SNEP)                                                                            | 2× Gold2   | Platin1      | Diamant1    | 733.333   | snepmusique.com      |
| Italien (FIMI)                                                                               | —          | 2× Platin2   | —           | 100.000   | fimi.it              |
| Kanada (MC)                                                                                  | —          | 7× Platin7   | —           | 560.000   | musiccanada.com      |
| Neuseeland (RMNZ)                                                                            | —          | 4× Platin4   | —           | 120.000   | radioscope.co.nz     |
| Österreich (IFPI)                                                                            | —          | 4× Platin4   | —           | 120.000   | ifpi.at              |
| Polen (ZPAV)                                                                                 | Gold1      | Platin1      | Diamant1    | 310.000   | olis.pl              |
| Portugal (AFP)                                                                               | —          | 2× Platin2   | —           | 20.000    | Einzelnachweise      |
| Schweden (IFPI)                                                                              | Gold1      | —            | —           | 40.000    | sverigetopplistan.se |
| Schweiz (IFPI)                                                                               | Gold1      | 2× Platin2   | —           | 50.000    | hitparade.ch         |
| Spanien (Promusicae)                                                                         | —          | Platin1      | —           | 60.000    | elportaldemusica.es  |
| Vereinigte Staaten (RIAA)                                                                    | —          | Platin1      | —           | 1.000.000 | riaa.com             |
| Vereinigtes Königreich (BPI)                                                                 | —          | 2× Platin2   | —           | 1.200.000 | bpi.co.uk            |
| Insgesamt                                                                                    | 10× Gold10 | 32× Platin32 | 2× Diamant2 |           |                      |

## Belege
1. 1 2 3  Chartquellen: Deutschland Österreich Schweiz UK US
2. ↑  Dennis Lloyd auf YouTube
3. 1 2 3  https://www.timeout.com/israel/blog/international-musician-dennis-lloyd-is-actually-an-israeli-marketing-genius-110917
4. ↑  Ferdinando Cotugno: Como ho scoperto di essere un fenomeno. In: Vanity Fair Italy. 23. August 2017, abgerufen am 27. März 2018 (italienisch).
5. ↑  http://italiancharts.com/showitem.asp?interpret=Dennis+Lloyd&titel=Nevermind&cat=s
6. ↑  https://soundcloud.com/dennislloydofficial/nevermind-wankelmut-remix
7. ↑  Spotify-Statistiken zu Nevermind (Memento vom 27. März 2018 im Webarchiv archive.today)
8. ↑  https://www.facebook.com/tours/1613566298728917/
9. ↑  Robin Schulz & Dennis Lloyd – Young Right Now bei Discogs, abgerufen am 23. November 2021.
10. ↑  Robin Schulz: "Young Right Now", wie fühlt sich das an? In: warnermusic.de. 12. November 2021, abgerufen am 23. November 2021.
11. ↑  Never Go Back (Remixes). In: open.spotify.com. Abgerufen am 23. November 2021.
12. ↑  Offizielle Single Trending Charts. In: mtv.de. 2. April 2021, abgerufen am 2. April 2021.
13. ↑  Platin für Nevermind in Portugal
14. ↑  Platin für Never Go Back in Portugal
15. ↑  Le titre "Nevermind" de Dennis Lloyd est certifié Single Diamant ! In: Syndicat National de l’édition Phonographique via x.com. 7. Oktober 2019, abgerufen am 21. Oktober 2024 (englisch).

| Personendaten    | Personendaten                |
| ---------------- | ---------------------------- |
| NAME             | Lloyd, Dennis                |
| ALTERNATIVNAMEN  | Tibor, Nir (wirklicher Name) |
| KURZBESCHREIBUNG | israelischer Musiker         |
| GEBURTSDATUM     | 18. Juni 1993                |